# Razac-de-Saussignac
Razac-de-Saussignac település Franciaországban, Dordogne megyében. Lakosainak száma 339 fő (2022. január 1.). Razac-de-Saussignac Saint-Avit-Saint-Nazaire, Ligueux, Saint-Philippe-du-Seignal, Gardonne, Saussignac és Monestier községekkel határos.

## Népesség
A település népessége az elmúlt években az alábbi módon változott:
| Lakosok száma | 310  | 274  | 308  | 373  | 347  | 341  | 332  | 339  | 342  | 339  |
|               | 1968 | 1982 | 1990 | 2006 | 2013 | 2015 | 2017 | 2019 | 2020 | 2022 |